# كارل ماركس (ملحن)
كارل ماركس (بالألمانية: Karl Marx)‏ هو معلم موسيقى وملحن ألماني، ولد في 12 نوفمبر 1897 في ميونخ في ألمانيا، وتوفي في 8 مايو 1985 في شتوتغارت في ألمانيا.

## وصلات خارجية
- كارل ماركس على موقع ميوزك برينز (الإنجليزية)
- كارل ماركس على موقع أول ميوزيك (الإنجليزية)